# 多枝假鰓鱂
多枝假鰓鱂，為輻鰭魚綱鯉齒目鰕鱂亞目鰕鱂科的其中一種，為熱帶淡水魚，分布於非洲蘇丹南部淡水流域，體長可達5.5公分，棲息在底中層水域，以水蚤、橈腳類為食，生活習性不明。

## 擴展閱讀
維基物種上的相關：多枝假鰓鱂